# 5. etape af PostNord Danmark Rundt 2024
5. etape af PostNord Danmark Rundt 2024 er en 157,5 km lang flad etape med en samlet stigning på 900 m. Det er løbets sidste etape, og bliver kørt den 18. august 2024 med start i Roskilde og mål i Bagsværd.
Det er fjerde gang at Roskilde er startby for en etape, mens det er anden gang at Gladsaxe er målby ved en etape i Danmark Rundt.

## Resultater

### Etaperesultat
| \| Etaperesultat \| Etaperesultat \| Etaperesultat \| Etaperesultat \| Etaperesultat \| \| Rytter \| Rytter \| Hold \| Tid \| \| \| ------------- \| -------------------- \| ----------------------------- \| ------------- \| ------------- \| \| 1. \| Tobias Lund Andresen \| Team dsm-firmenich PostNL \| 3t 18' 18" \| \| \| 2. \| Enrico Zanoncello \| VF Group-Bardiani CSF-Faizanè \| + 0" \| \| \| 3. \| Magnus Cort \| Uno-X Mobility \| + 0" \| \| \| 4. \| Daniel Stampe \| Airtox-Carl Ras \| + 0" \| \| \| 5. \| Giacomo Nizzolo \| Q36.5 Pro Cycling Team \| + 0" \| \| \| 6. \| Rui Oliveira \| UAE Team Emirates \| + 0" \| \| \| 7. \| Arvid de Kleijn \| Tudor Pro Cycling Team \| + 0" \| \| \| 8. \| Jenno Berckmoes \| Lotto Dstny \| + 0" \| \| \| 9. \| Tim Torn Teutenberg \| Lidl-Trek Future Racing \| + 0" \| \| \| 10. \| Nils Eekhoff \| Team dsm-firmenich PostNL \| + 0" \| \| |                      |                               |            |
| |                      |                               |            |
| Kilder: ProCyclingStats Cycling Quotient |                      |                               |            |
| Etaperesultat |                      |                               |            |
| Rytter | Rytter               | Hold                          | Tid        |
| 1. | Tobias Lund Andresen | Team dsm-firmenich PostNL     | 3t 18' 18" |
| 2. | Enrico Zanoncello    | VF Group-Bardiani CSF-Faizanè | + 0"       |
| 3. | Magnus Cort          | Uno-X Mobility                | + 0"       |
| 4. | Daniel Stampe        | Airtox-Carl Ras               | + 0"       |
| 5. | Giacomo Nizzolo      | Q36.5 Pro Cycling Team        | + 0"       |
| 6. | Rui Oliveira         | UAE Team Emirates             | + 0"       |
| 7. | Arvid de Kleijn      | Tudor Pro Cycling Team        | + 0"       |
| 8. | Jenno Berckmoes      | Lotto Dstny                   | + 0"       |
| 9. | Tim Torn Teutenberg  | Lidl-Trek Future Racing       | + 0"       |
| 10. | Nils Eekhoff         | Team dsm-firmenich PostNL     | + 0"       |

### Klassement efter etapen
| \| Samlede stilling \| Samlede stilling \| Samlede stilling \| Samlede stilling \| Samlede stilling \| \| Rytter \| Rytter \| Hold \| Tid \| \| \| ---------------- \| -------------------- \| ------------------------- \| ---------------- \| ---------------- \| \| 1. \| Arnaud De Lie \| Lotto Dstny \| 18t 56' 14" \| \| \| 2. \| Magnus Cort \| Uno-X Mobility \| + 1" \| \| \| 3. \| Anders Foldager \| Danmark \| + 27" \| \| \| 4. \| Søren Kragh Andersen \| Alpecin-Deceuninck \| + 33" \| \| \| 5. \| Jenno Berckmoes \| Lotto Dstny \| + 41" \| \| \| 6. \| Michael Gogl \| Alpecin-Deceuninck \| + 51" \| \| \| 7. \| Frank van den Broek \| Team dsm-firmenich PostNL \| + 52" \| \| \| 8. \| Matteo Trentin \| Tudor Pro Cycling Team \| + 1' 03" \| \| \| 9. \| Sean Flynn \| Team dsm-firmenich PostNL \| + 1' 06" \| \| \| 10. \| Andreas Leknessund \| Uno-X Mobility \| + 1' 29" \| \| |                      |                           |             |
| |                      |                           |             |
| Kilder: ProCyclingStats Cycling Quotient |                      |                           |             |
| Samlede stilling |                      |                           |             |
| Rytter | Rytter               | Hold                      | Tid         |
| 1. | Arnaud De Lie        | Lotto Dstny               | 18t 56' 14" |
| 2. | Magnus Cort          | Uno-X Mobility            | + 1"        |
| 3. | Anders Foldager      | Danmark                   | + 27"       |
| 4. | Søren Kragh Andersen | Alpecin-Deceuninck        | + 33"       |
| 5. | Jenno Berckmoes      | Lotto Dstny               | + 41"       |
| 6. | Michael Gogl         | Alpecin-Deceuninck        | + 51"       |
| 7. | Frank van den Broek  | Team dsm-firmenich PostNL | + 52"       |
| 8. | Matteo Trentin       | Tudor Pro Cycling Team    | + 1' 03"    |
| 9. | Sean Flynn           | Team dsm-firmenich PostNL | + 1' 06"    |
| 10. | Andreas Leknessund   | Uno-X Mobility            | + 1' 29"    |

#### Pointkonkurrencen
| Pointkonkurrence | Pointkonkurrence     | Pointkonkurrence          | Pointkonkurrence | Pointkonkurrence |
| Rytter           | Rytter               | Hold                      | Point            |                  |
| ---------------- | -------------------- | ------------------------- | ---------------- | ---------------- |
| 1.               | Tobias Lund Andresen | Team dsm-firmenich PostNL | 55 point         |                  |
| 2.               | Arnaud De Lie        | Lotto Dstny               | 40 point         |                  |
| 3.               | Magnus Cort          | Uno-X Mobility            | 35 point         |                  |
| 4.               | Jelte Krijnsen       | Q36.5 Pro Cycling Team    | 23 point         |                  |
| 5.               | Jenno Berckmoes      | Lotto Dstny               | 17 point         |                  |
| 6.               | Søren Kragh Andersen | Alpecin-Deceuninck        | 16 point         |                  |
| 7.               | Rui Oliveira         | UAE Team Emirates         | 16 point         |                  |
| 8.               | Matteo Trentin       | Tudor Pro Cycling Team    | 15 point         |                  |
| 9.               | Arvid de Kleijn      | Tudor Pro Cycling Team    | 15 point         |                  |
| 10.              | Giacomo Nizzolo      | Q36.5 Pro Cycling Team    | 14 point         |                  |

#### Bakkekonkurrencen
| Bjergkonkurrence | Bjergkonkurrence      | Bjergkonkurrence        | Bjergkonkurrence | Bjergkonkurrence |
| Rytter           | Rytter                | Hold                    | Point            |                  |
| ---------------- | --------------------- | ----------------------- | ---------------- | ---------------- |
| 1.               | Kristian Egholm       | Lidl-Trek Future Racing | 46 point         |                  |
| 2.               | Alexander Arnt Hansen | Airtox-Carl Ras         | 34 point         |                  |
| 3.               | Emil Toudal           | ColoQuick               | 22 point         |                  |
| 4.               | Daniel Stampe         | Airtox-Carl Ras         | 20 point         |                  |
| 5.               | Sébastien Grignard    | Lotto Dstny             | 12 point         |                  |
| 6.               | Pelle Køster          | ColoQuick               | 12 point         |                  |
| 7.               | Konrad Czabok         | Mazowsze Serce Polski   | 12 point         |                  |
| 8.               | Jakub Kaczmarek       | Mazowsze Serce Polski   | 10 point         |                  |
| 9.               | Martin Szokody        | BHS-PL Beton Bornholm   | 10 point         |                  |
| 10.              | Arnaud De Lie         | Lotto Dstny             | 8 point          |                  |

#### Ungdomskonkurrencen
| Ungdomskonkurrence | Ungdomskonkurrence      | Ungdomskonkurrence        | Ungdomskonkurrence | Ungdomskonkurrence |
| Rytter             | Rytter                  | Hold                      | Tid                |                    |
| ------------------ | ----------------------- | ------------------------- | ------------------ | ------------------ |
| 1.                 | Arnaud De Lie           | Lotto Dstny               | 18t 56' 14"        |                    |
| 2.                 | Matyáš Kopecký          | Team Novo Nordisk         | + 1' 59"           |                    |
| 3.                 | Tim Torn Teutenberg     | Lidl-Trek Future Racing   | + 5' 24"           |                    |
| 4.                 | Tore Troelsen           | ColoQuick                 | + 9' 13"           |                    |
| 5.                 | Dylan Vandenstorme      | Team Flanders-Baloise     | + 10' 20"          |                    |
| 6.                 | Adam Holm Jørgensen     | Danmark                   | + 10' 46"          |                    |
| 7.                 | Alessandro Perracchione | Team Novo Nordisk         | + 13' 19"          |                    |
| 8.                 | Tobias Lund Andresen    | Team dsm-firmenich PostNL | + 15' 12"          |                    |
| 9.                 | Victor Vercouillie      | Team Flanders-Baloise     | + 17' 54"          |                    |
| 10.                | Malte Hellerup          | Danmark                   | + 19' 13"          |                    |

#### Holdkonkurrencen
| Holdkonkurrence | Holdkonkurrence           | Holdkonkurrence | Holdkonkurrence |
| Hold            | Hold                      | Tid             |                 |
| --------------- | ------------------------- | --------------- | --------------- |
| 1.              | Team dsm-firmenich PostNL |                 |                 |